# São Lourenço da Serra
São Lourenço da Serra is een gemeente in de Braziliaanse deelstaat São Paulo. De gemeente telt 18.319 inwoners (schatting 2009).

## Aangrenzende gemeenten
De gemeente grenst aan Cotia, Embu-Guaçu, Ibiúna, Itapecerica da Serra en Juquitiba.